# EWR VJ 101
EWR VJ 101
EWR VJ 101
- 用途：VTOL戦闘機（実験機）
- 製造者：EWR
- 初飛行：1967年2月10日
- 生産数：2機
- 運用状況：試作のみ

EWR VJ 101は、西ドイツのVTOLジェット戦闘機の実験機である。VJはドイツ語で垂直戦闘機を表す「Vertikal Jäger」、または試作戦闘機「Versuchsjäger」の意である。この機体はF-104スターファイター戦闘機の後継機の基礎となることになっていたが、1968年に5年間のテストプログラムの後でキャンセルされた。VJ 101はマッハ2での飛行能力を持つように設計された最初のV/STOL（垂直／短距離離着陸）機の1つである。

## 設計と開発
ハインケルとメッサーシュミットはVTOL飛行の要求に合致する航空機の設計を進めていたが、1959年にこの2社とベルコウはVJ 101Cを製造するためにEWRというジョイントベンチャーの会社を設立した。新しい提案は初期のベルコウ、ハインケルとメッサーシュミットの計画の特徴を滑らかで流線型の機体の中で融合していた。VJ 101は両翼端のナセルに内蔵された水平方向から垂直方向へ回転するエンジンを搭載している点でベル D-188Aに似ていた。両翼端の主エンジンに加え、ホバリング飛行時に主エンジンを補助する2基のリフト用エンジンが胴体内に装備されていた。

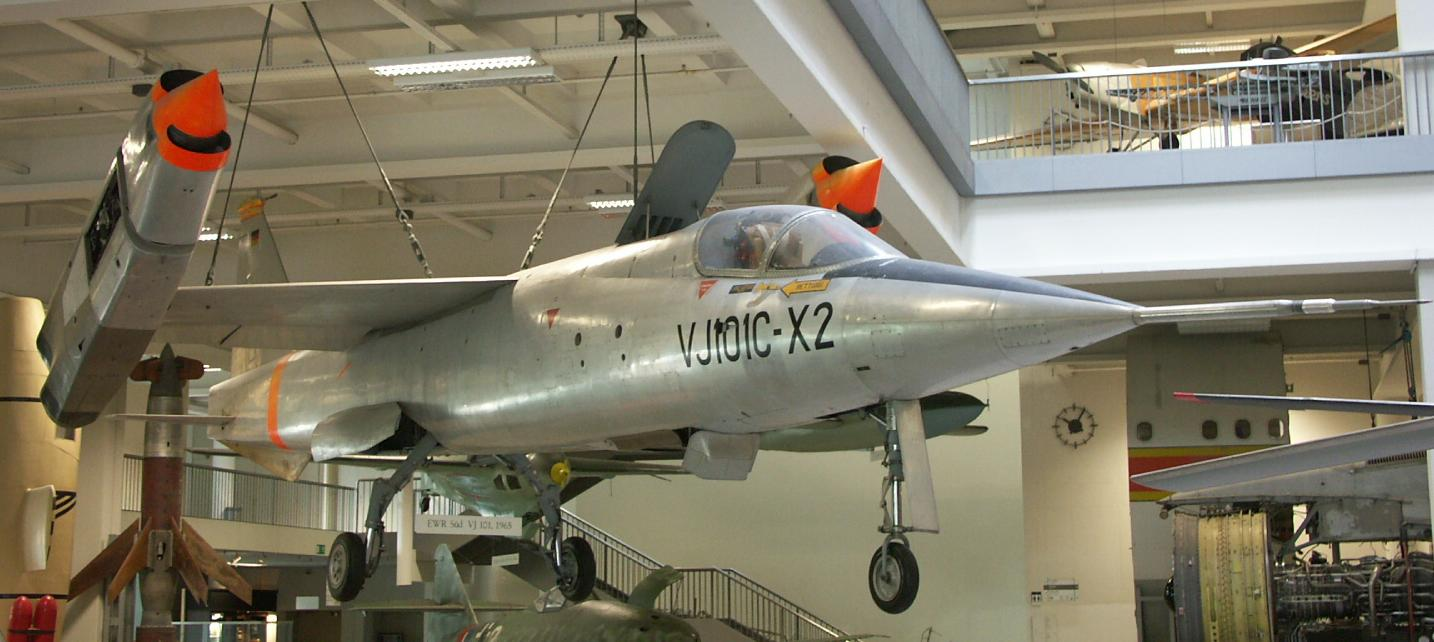
ドイツ博物館所蔵

1960年の初めに概念テストのためにEWRは「Wippe」（シーソー）と呼ばれるテスト・リグを造った。基本的な1軸のコントロールシステムのために、中央に垂直方向にリフト用エンジンが設置された水平の梁に簡単な操縦席が取り付けられた物だった。後に造られた「ホバーリグ」は、VJ 101Cの骨組みに飛行する機とほぼ同じ位置に3基のロールス・ロイス RB106エンジンが取り付けられたものだった。各々が2,100 lbf (9.3 kN)の推力を発生する小さなエンジンはテスト・リグを持ち上げるには充分だった。初期テストの後テスト・リグは1961年5月の伸縮する円柱から、1962年3月には自由飛行が出来る「飛べる」ものに発展した。布で覆われた「外皮」で胴体と翼を模した追加テストは良好な結果だった（全ての季節と全天候下で満足いくコントロールを見せた）。

## テストと評価

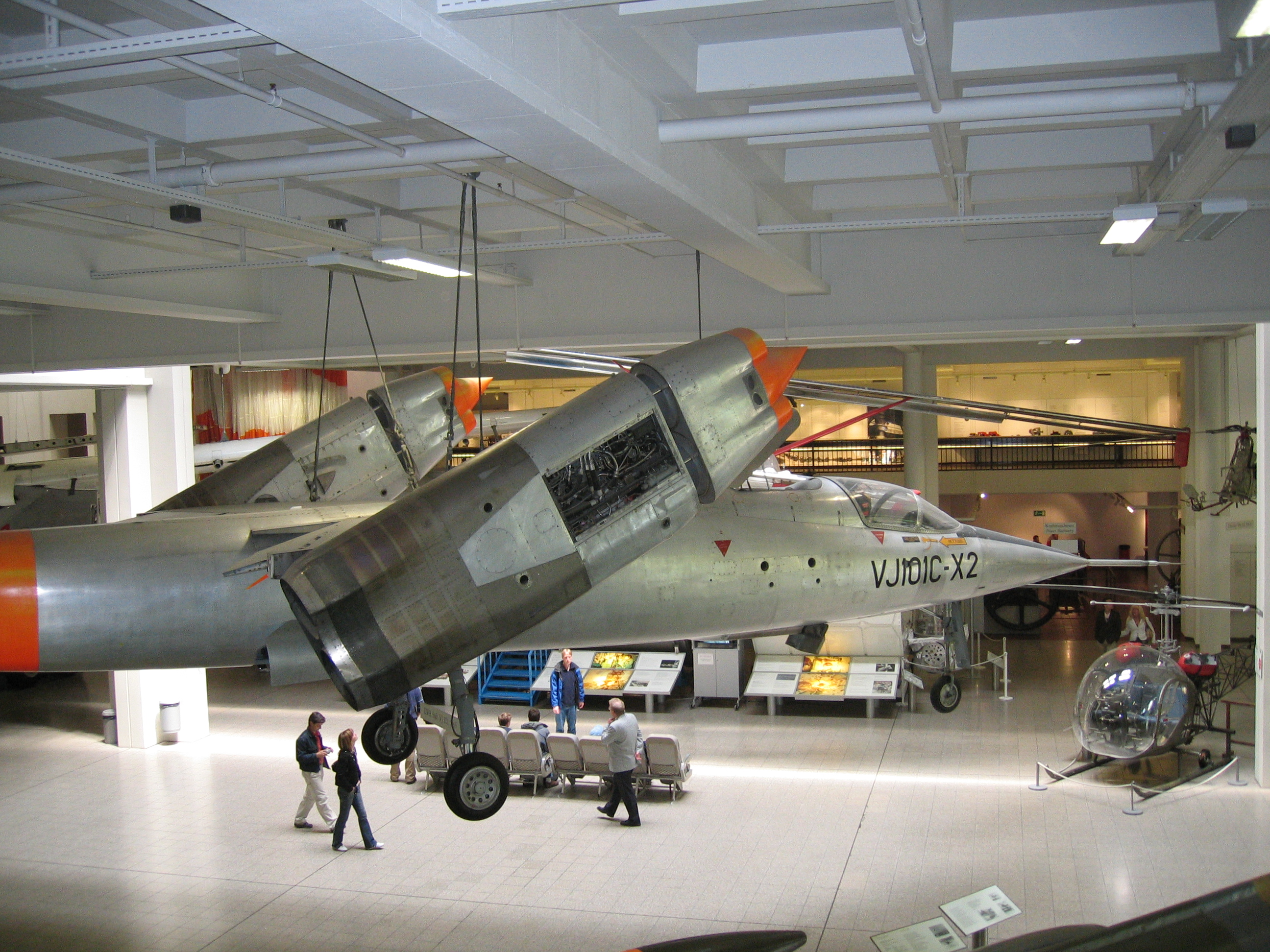

2機の試作機X-1とX-2が作られ、1963年4月10日にX-1号機が最初のホバリング飛行を行った。ホバリング飛行から水平飛行への遷移は1963年9月20日に行われた。VJ 101C X-1号機は40回の空力飛行と24回のホバリング飛行に14回の完全遷移を行った。これらのテストの間に垂直離着陸機では初めて音の壁を突破したが1964年9月14日に自動操縦の欠陥が原因で墜落した。1964年7月29日にVJ 101Cはアフターバーナーを使用せずにマッハ1.04で飛行した。
1965年10月22日に新しい自動操縦装置を取り付けたX-2号機は遷移飛行を成功させた。テストは引き続きX-1号機には無かったアフターバーナーを付けたX-2号機で続けられた。しかし開発プロジェクトは1968年にキャンセルされた。マッハ2級の迎撃機になると目されたVJ 101D型は造られなかった。VJ 101C X-2号機は現在ミュンヘンのドイツ博物館で吊るされて展示されている。

## 要目
（VJ 101C X-2）
- 乗員 - 1名

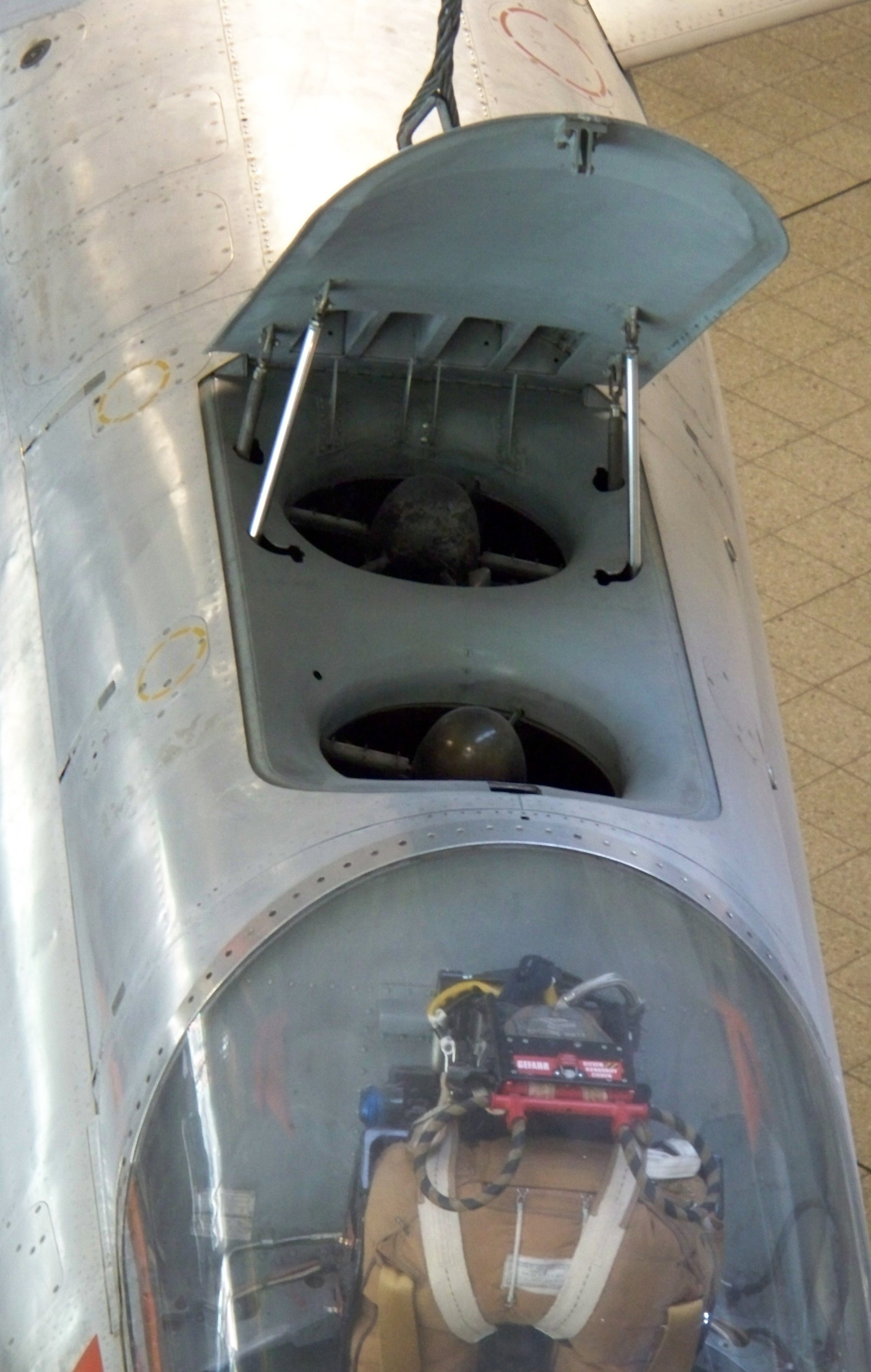
コックピット後のリフト用エンジン

- 全長 - 15.70 m (51 ft 6 in)
- 全幅 - 6.61 m (21 ft 8 in)
- 全高 - 4.10 m (13 ft 6 in)
- 最大離陸重量 - 6,100 kg (13,420 lb)
- 最高速度 - マッハ1.04 を達成
- エンジン – 6 * ロールス・ロイス RB145 ターボジェット （それぞれ2,750 lbf (12.20 kN)）

### 書籍
- Rogers, Mike. VTOL: Military Research Aircraft. New York: Orion Books, 1989. ISBN 0-517-57684-8.
- Winchester, Jim. "EWR-Sud VJ 101C (1962)". X-Planes and Prototypes. London: Amber Books Ltd., 2005. ISBN 1-904687-40-7.
- Green, William. Macdonald Aircraft Handbook. London. Macdonald & Co. (Publishers) Ltd., 1964.